# Верхнебишиндинский сельсовет
Верхнебишиндинский сельсовет — муниципальное образование в Туймазинском районе Башкортостана.
Административный центр — село Верхние Бишинды.

## История
Согласно «Закону о границах, статусе и административных центрах муниципальных образований в Республике Башкортостан» имеет статус сельского поселения.

## Население
| 2002  | 2009  | 2010  | 2012  | 2013  | 2014  | 2015  |
| ----- | ----- | ----- | ----- | ----- | ----- | ----- |
| 2078  | ↗2305 | ↘2301 | ↘2276 | ↗2326 | ↘2290 | ↘2287 |
| 2016  | 2017  | 2018  |       |       |       |       |
| ↗2293 | ↗2308 | ↘2258 |       |       |       |       |

## Состав сельского поселения
| №  | Населённый пункт           | Тип населённого пункта       | Население |
| -- | -------------------------- | ---------------------------- | --------- |
| 1  | Верхние Бишинды            | село, административный центр | ↗725      |
| 2  | Нижние Бишинды             | село                         | ↗744      |
| 3  | Новые Бишинды              | село                         | ↗274      |
| 4  | Каран-Бишинды              | деревня                      | ↗168      |
| 5  | Имангулово                 | деревня                      | ↗133      |
| 6  | Липовый Ключ               | деревня                      | ↘84       |
| 7  | Самсыково                  | деревня                      | ↘76       |
| 8  | Куюктамак                  | деревня                      | ↘42       |
| 9  | Мулла-Камыш                | деревня                      | ↗40       |
| 10 | Бересклетовского Хозяйства | деревня                      | ↘15       |

## Известные уроженцы
- Валиуллин, Ренат Абдуллинович (род. 20 сентября 1947) — советский и российский художник, член Союза художников РФ (1993), Заслуженный художник Республики Башкортостан (1997)[17][18][19].
- Ихин, Каюм Гимазетдинович (род. 5 марта 1931) — бригадир вышкомонтажного цеха Нефтекамского управления буровых работ производственного объединения «Башнефть», Герой Социалистического Труда (1966), Заслуженный энергетик Башкирской АССР (1970), Заслуженный нефтяник Башкирской АССР (1976), Почётный нефтяник СССР (1981), депутат Верховного Совета РСФСР X созыва (1980—1985)[20][21][22].
- Фаррахов, Юсуп Тимербаевич (20 апреля 1935 — 31 января 2001) — лесник, лауреат Государственной премии СССР (1983)[23][24].